# Eriosema venulosum
Eriosema venulosum är en ärtväxtart som beskrevs av George Bentham. Eriosema venulosum ingår i släktet Eriosema och familjen ärtväxter. Inga underarter finns listade i Catalogue of Life.